# Sheila Ki Jawani
Sheila Ki Jawani è un brano musicale del film di Bollywood Tees Maar Khan, cantato da Sunidhi Chauhan e Vishal Dadlani, con musiche di Vishal Dadlani e Shekhar Ravjiani e testi di Vishal Dadlani, pubblicato il 14 novembre 2010.